# Оксибромид ванадия(III)
Оксибромид ванадия(III) — неорганическое соединение, оксосоль металла ванадия и бромистоводородной кислоты с формулой VOBr, фиолетовый порошок, слабо растворимый в воде.

## Получение
- Разложение в вакууме оксидибромид ванадия(IV):

{\displaystyle {\mathsf {2VOBr_{2}\ {\xrightarrow {360^{o}C}}\ 2VOBr+Br_{2}}}}

## Физические свойства
Оксибромид ванадия(III) образует фиолетовый порошок, слабо растворимый в воде, ацетоне, хлороформе, бензоле.

## Химические свойства
- Разлагается при нагревании в вакууме:

{\displaystyle {\mathsf {3VOBr\ {\xrightarrow {480^{o}C}}\ VBr_{3}+V_{2}O_{3}}}}